# Kalijati (Jatisari)
Kalijati is een bestuurslaag in het regentschap Karawang van de provincie West-Java, Indonesië. Kalijati telt 4138 inwoners (volkstelling 2010).